# Fettelita
La fettelita és un mineral de la classe dels sulfurs. Déu el seu nom a M. Fettel, un recol·lector de mineralls alemany, qui la descobrir. Fou descrita el 1996 per N. Wang i A. Paniagua. També es coneix com a sanguinita.

## Característiques
La fettelita és un mineral d'argent, mercuri, arsènic i sofre, un sulfur i arsenur de fórmula química [Ag₆As₂S₇][Ag₁₀HgAs₂S₈]. És de color violat fosc a escarlata, i la seva duresa és de 4 a l'escala de Mohs. La seva densitat és de 6,29 i cristal·litza en el sistema trigonal. Pel seu aspecte és fàcilment confusible amb la polibasita.
Segons la classificació de Nickel-Strunz, la fettelita pertany a 02.LA.10, sulfosals sense classificar sense Pb essencial, juntament amb: dervil·lita, daomanita, vaughanita, criddleita, arcubisita, chameanita, mgriita, benleonardita, tsnigriita, borovskita i jonassonita.

## Formació i jaciments
És un mineral rar; els exemplars d'aquest mineral amb abundant mercuri solen trobar-se en filons hidrotermals de quars-calcita-prehnita, que tallen amb roques volcàniques de gabre-diorita de l'edat de l'orogènia hercínica. Sol trobar-se associada a altres minerals com: proustita, pearceïta, xantoconita o safflorita. L'exemplar tipus va ser trobat a la pedrera Glasberg, a Niederbeerbach, a 10 km al sud de Darmstadt, Odenwald, Hessen, Alemanya.